# Walter Dexel
Karl Maria Walter ("Walter") Dexel (München, 7 februari 1890 – Braunschweig, 8 juni 1973) was een Duits schilder, graficus en designer.

## Leven en werk
Walter Dexel studeerde, van 1910 tot 1914, kunstgeschiedenis bij Heinrich Wölfflin en Fritz Burger aan de universiteit van München. Daarnaast bezocht hij de tekenschool Gröber in München, maar hij was als schilder autodidact.  Zijn eerste schilderijen maakte hij gedurende een studiereis in Italië. Hij verbleef kort in Parijs vlak voor het uitbreken van de Eerste Wereldoorlog. Zijn werk was nog sterk beïnvloed door de landschappen van Paul Cézanne en later het expressionisme en kubisme. Dexel had zijn eerste expositie bij Galerie Dietzel in München. In 1916 promoveerde hij bij Botho Graef aan de universiteit van Jena. Na de oorlog werd Dexel de organisator van de tentoonstellingen bij de Jenaer Kunstverein in Jena. Hij was verantwoordelijk voor exposities met Heinrich Campendonk en Bauhaus-kunstenaars zoals László Moholy-Nagy. 

## Constructivisme
Gedurende de jaren twintig van de twintigste eeuw was hij een belangrijk vertegenwoordiger van het constructivisme. In 1921 kwam hij in contact met de Stijl kunstenaar Theo van Doesburg, hetgeen uitmondde in een langdurige vriendschap. Hij exposeerde regelmatig in de Berlijnse galerie Der Sturm van Herwarth Walden. Van 1928 tot 1935 was Dexel docent grafisch ontwerp aan de Kunstgewerbeschule in Maagdenburg. Hij werd, na het aan de macht komen der nazi's, ontslagen, kreeg een berufsverbot en schilderde niet meer. Van 1942 tot 1955 verzamelde hij in Braunschweig de collectie Historische Formensammlung en publiceerde diverse werken over vormgeving.
Na een retrospectieve tentoonstelling in Berlijn kreeg Dexel in 1961 weer interesse in het kunstenaarschap en gebruikte hij de in de jaren twintig ontwikkelde vorm voor zijn nieuwe werk.